# Léon-Philippe-Victor Cuny
Pour les articles homonymes, voir Cuny.
Léon-Philippe-Victor Cuny, né le 14 juin 1802 à Paris et mort le 23 août 1877 à Montesson, est un peintre français.

## Biographie
Léon-Philippe-Victor Cuny est le fils de Claude Magdeleine Ange Cuny et de Magdeleine Dorothée Antoinette Granet.
Il tient son atelier au 8 ter de la rue de Furstemberg, débute au Salon de 1823 et concourt en 1825 pour le prix de Rome.
Il épouse en 1830 Camille Sophie Brocard.
Il meurt à son domicile à l'âge de 75 ans. Il est inhumé au cimetière du Père Lachaise le 25 août, puis déplacé en novembre vers la division 65.